# کولونوسکوپی
پس‌روده‌بینی یا کولون‌بینی یا کولونوسکوپی (به فرانسوی: côlonoscopies) معاینه و بررسی داخل پس‌روده (کولون) و انجام اقدامات تشخیصی و درمانی با دستگاه پس‌روده‌بین (کولونوسکوپ) را می‌گویند.
برای اینکار معمولاً ابتدا بیمار با مصرف مسهل یا تنقیه (انما) روده خویش را خالی می‌کند. سپس با دستگاه کولونوسکوپ که لوله‌ای شکل بوده و سر آن دوربینی دارد از راه مقعد وارد روده بزرگ می‌شوند و به بررسی مخاط کولون و راست روده از نظر وجود زخم یا بدخیمی می‌پردازند. اغلب دستگاه‌های کولونوسکوپ امکان نمونه‌برداری (biopsy) همزمان از مخاط روده و ضایعات مشکوک را به پزشک می‌دهند.

## کاربردهای کولون‌بینی
معاینات دوره‌ای در افراد مسن یا افراد دارای پولیپوز خانوادگی یا سابقه سرطان روده بزرگ در بستگان، بررسی وجود خون در مدفوع، بررسی احتمال بیماریهای التهابی روده مانند کولیت اولسروز بیماری کرون که مانند کولیت اولسروز باعث التهاب در روده بزرگ می‌شود ولی حالت التهاب آن فرق دارد. دیورتیکول یا نوعی بیرون زدگی قسمتی از روده بزرگ. پولیپ‌های روده بزرگ یا کولون. سرطان کولون یا روده بزرگ

## نحوه آمادگی برای انجام کولونوسکوپی
مصرف مسهل: لازم است شب قبل از انجام کولونوسکوپی از داروهای مسهل به منظور نرم نمودن مدفوع و پاک کردن روده‌ها استفاده شود. این دارو هم به شکل قرص و هم به شکل پودر قابل دسترس است.
تنقیه: وارد نمودن آب یا محلول صابون ملایم با استفاده از بطری شستشوی مخصوص از طریق مقعد
مصرف داروهای ضد انعقاد: اگر از داروهای ضد انعقاد و رقیق کننده خون مانند آسپرین، داروهای آرتروز، داروهای دیابت و ویتامین‌های حاوی آهن استفاده می‌شود باید با پزشک مشورت کرد.
مایعات قرمز و بنفش: از دو روز قبل مصرف خوراکی‌های قرمز و بنفش مانند انگور و انار ممنوع است.
رژیم غذایی: از دو روز قبل از کولونوسکوپی لازم است بیمار از غذاهای جامد استفاده نکند و خوراکی‌هایی نظیر آب، چای، قهوه، آبمیوه رقیق، آبگوشت رقیق، یخمک طعم‌دار و ژله بی‌رنگ را جایگزین کند.

## نرم‌افزارهای کولونوسکوپی
نرم‌افزارهای زیادی جهت تهیه گزارش ریپورت کولونوسکوپی و آندوسکوپی توسط تولیدکنندگان نرم‌افزار ساخته شده‌است که معروفترینهای آن:
- Olympus ENDOBASE سایت
- EndoPACS سایت
- Provation سایت

## نگارخانه

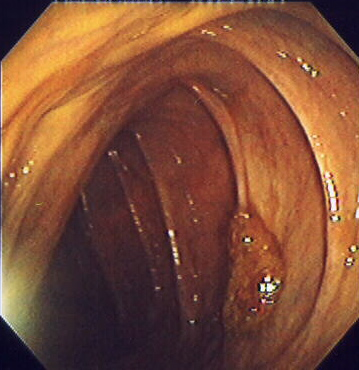